# NEPLAN
NEPLAN je CAD software užívaný k plánování, optimalizaci a řízení energetických sítí. Je určen pro průmyslové a zásobovací sítě všech napěťových soustav, s jakýmkoliv požadovaným množstvím uzlů, které mohou být rychle a interaktivně vkládány, přepočítány a vyhodnoceny. Modulární koncepce NEPLANu umožňuje uživateli "ušít" nástroj na míru jeho individuálním požadavkům. 
Vyvíjen je společností BCP Busarello+Cott+Partner Inc.[zdroj?]
NEPLAN je používán v 90 zemích po celém světě ve více než 800 společnostech. Po uvedení Simpow Dynamic modulů se NEPLAN stal jedním z nejkomplexnějších nástrojů pro návrh energetických sítí od přenosu a distribuce až po průmyslovou aplikaci.